# Carlos Quintero (ciclista)
Carlos Julián Quintero Norena (Villamaría, Caldas, 5 de marzo de 1986) es un ciclista colombiano.

## Palmarés
2018
- 1 etapa de la Vuelta a Colombia[1]
- 1 etapa del Clásico RCN

2019
- 1 etapa de la Vuelta a Asturias

2021
- Gran Premio Velo Alanya
- Gran Premio Gündoğmuş

## Resultados en Grandes Vueltas y Campeonatos del Mundo
Durante su carrera deportiva consiguió los siguientes puestos en las Grandes Vueltas y en los Campeonatos del Mundo en carretera:
| Carrera         | Carrera         | 2013 | 2014  | 2015 | 2016 | 2017 | 2018 | 2019 | 2020 | 2021 |
| --------------- | --------------- | ---- | ----- | ---- | ---- | ---- | ---- | ---- | ---- | ---- |
|                 | Giro de Italia  | Ab.  | 117.º | —    | —    | —    | —    | —    | —    | —    |
|                 | Tour de Francia | —    | —     | —    | —    | —    | —    | —    | —    | —    |
|                 | Vuelta a España | —    | —     | 92.º | —    | —    | —    | —    | —    | —    |
| Mundial en Ruta | Mundial en Ruta | —    | Ab.   | 68.º | —    | —    | —    | —    | —    | —    |

—: no participa

Ab.: abandono

## Equipos
- Colombia (2012-2015)
  - Colombia-Coldeportes (2012)
  - Colombia (2013-2015)
- Coldeportes-Claro (01.01.2016-13.06.2016)
- China Continental Team of Gansu Bank (14.06.2016-2017)
- Orgullo Antioqueño (2017-2018)
- Manzana Postobón Team[2] (01.2019-05.2019)
- Ningxia Sports Lottery-Livall (06.2019-12.2019)
- Terengganu (2020-09.2021)
  - Terengganu Inc. TSG Cycling Team (2020)
  - Terengganu Cycling Team (2021)